# Karla Šlechtová
Karla Šlechtová (* 22. května 1977 Karlovy Vary) je česká ekonomka, politička, státní úřednice, od října 2014 do prosince 2017 ministryně pro místní rozvoj ČR v Sobotkově vládě, od prosince 2017 do června 2018 ministryně obrany ČR v první Babišově vládě, v letech 2017 až 2021 poslankyně Poslanecké sněmovny PČR, nestranička za hnutí ANO 2011.

## Profesní kariéra
V letech 1995 až 2001 vystudovala podnikový management a finance na Fakultě ekonomické Západočeské univerzity v Plzni (získala tak titul Ing.). Má také certifikát z mezinárodního kurzu v nizozemské Arnhem Business School.
Už při studiu v letech 1998 až 2001 pracovala v pražské společnosti Czech Business Leaders Forum jako projektová manažerka. Následně byla v letech 2001 až 2004 zaměstnána v Bruselu u organizace CSR Europe jako koordinátor projektových portfolií v oddělení komunikace a členská základna.
Po návratu z Belgie vedla a řídila projekty EU v pražském Evropském centru pro veřejnou správu (2004 až 2005), později v letech 2005 až 2010 působila jako senior konzultantka v poradenské společnosti Deloitte.
Na přelomu let 2010 a 2011 krátce pracovala jako projektová manažerka pro projekty smart administration u České správy sociálního zabezpečení. V únoru 2011 nastoupila na Ministerstvo pro místní rozvoj ČR, kde byla ředitelkou odboru přípravy programového období 2014–2020, zástupkyní ředitele odboru evropských záležitostí, vedoucí oddělení kohezní politiky a vedoucí samostatného oddělení průřezových činností.
Od června 2014 pracovala na Úřadu vlády ČR jako ředitelka odboru EU fondů v rámci Sekce pro evropské záležitosti.

## Politické působení
Dne 1. října 2014 oznámil Andrej Babiš, že ji hnutí ANO 2011 nominovalo na post ministryně pro místní rozvoj ČR, který by se měl uvolnit po odchodu Věry Jourové do Bruselu na pozici eurokomisařky. Dne 3. října se setkala s prezidentem Milošem Zemanem a ten ji 8. října 2014 jmenoval ministryní pro místní rozvoj.
Nikdy nebyla členkou žádné politické strany a podle svých slov v době kandidatury na ministryni ani neuvažovala o tom, že by vstoupila do hnutí ANO 2011. Ve volbách do Poslanecké sněmovny PČR v roce 2017 byla z pozice nestraníka lídryní hnutí ANO 2011 v Plzeňském kraji. Získala 7 106 preferenčních hlasů a stala se tak poslankyní.
Na přelomu listopadu a prosince 2017 se stala kandidátkou na post ministryně obrany ČR ve vznikající první vládě Andreje Babiše. Dne 13. prosince 2017 ji prezident Miloš Zeman do této funkce jmenoval, zároveň tak skončila na pozici ministryně pro místní rozvoj ČR v Sobotkově vládě.
Na konci června 2018 oznámil Andrej Babiš návrh složení své druhé vlády, v němž už však s žádným postem pro Šlechtovou nepočítal. Ve vládě tak skončila dne 27. června 2018, tedy v den jmenování nové vlády. Ve volbách do Poslanecké sněmovny PČR v roce 2021 již nekandidovala.

## Soukromý život
Žije v obci Holubice v okrese Praha-západ.
Je první českou poslankyní, která se otevřeně přihlásila ke své lesbické orientaci (prvním mužem byl po mediálním nátlaku ministr Gustav Slamečka). Podle vlastních slov žije otevřeně již zhruba od svých dvaceti, veřejným coming outem jakožto poslankyně a členka vlády si pak prošla v březnu 2017 během svého vystoupení na pražském Queer Ballu.